# D2d.pl
d2d.pl – polskie wydawnictwo z siedzibą w Krakowie, założone w 2008 roku (wcześniej pod nazwą Design Plus) przez Elżbietę Totoń i Roberta Olesia.
d2d.pl publikuje książki na temat typografii i dizajnu. Organizuje także warsztaty i szkolenia z projektowania publikacji i składu komputerowego. Redaktorem prowadzącym jest Robert Oleś. d2d.pl jest autorem projektów typograficznych książek i serii wydawniczych m.in. dla oficyn: Wydawnictwo Czarne, Wydawnictwo Ossolineum, Wydawnictwo IBL, Wydawnictwo Otwarte, Wydawnictwo Czarna Owca, Wydawnictwo Cyranka.

## Wyróżnienia i nagrody
- Laureat konkurs Projekt Roku 2018/2019 w kategorii Edukacja/Wydarzenie, organizowanego przez Stowarzyszenie Twórców Grafiki Użytkowej[2]
- Laureat Nagrody „Literatury na Świecie” za rok 2019 w kategorii Inicjatywa Wydawnicza „za konsekwentne przyswajanie nowoczesnego dyskursu światowej typografii”[3].
- Laureat Nagrody Sezonu Wydawniczo-Księgarskiego — IKAR 2025 „za wieloletnią działalność edytorską i szkoleniową skierowaną do wydawców i projektantów książek”[4].